# We All Stand Together
We All Stand Together è una canzone di Paul McCartney, interpretata da "Paul McCartney and the Frog Chorus", pubblicata su singolo il 12 novembre 1984 nel solo Regno Unito. Il 45 giri, anche pubblicato il 3 del mese dopo su picture disc, è arrivato alla terza posizione delle classifiche britanniche, dove entrò il 24 novembre e ne uscì tredici settimane dopo. Una ristampa, nel periodo natalizio dell'anno successivo, passò, stranamente, inosservata. Il lato B era una versione con un ronzio dello stesso brano. È stato tratto dal cartone animato Rupert and the Frog Song; Rupert Bear era una passione infantile di McCartney, che, in seguito, ne acquistò i diritti, e realizzò un film sul personaggio, nel quale lui interpretava la musica, che nel 1979 venne inclusa in un album per la pellicola. Questa però non venne mai girata, e venne sostituita dal breve cartone animato, ove appariva We Stand All Together. Essa vinse un Ivor Novello Awards come "Best Film Theme of 1984" il 13 marzo 1985. La foto di copertina è opera di Terry O'Neill. In seguito, la traccia apparve sulla compilation All the Best! (1987) e sulla ristampa di Pipes of Peace (1993). Il brano, registrato nel 1980, era stato prodotto da George Martin, ed, in cabina, in qualità di fonici, Geoff Emerick e Jon Jacobs; gli arrangiamenti, suonati da un'orchestra diretta da Kenneth Sillito, sono ad opera di McCartney e Martin. Come coristi, accreditati come "The Frog Chorus", sono presenti il St Paul's Choir ed i King's Singers.